# NGC 7348
NGC 7348 is een balkspiraalstelsel in het sterrenbeeld Pegasus. Het hemelobject werd op 7 augustus 1864 ontdekt door de Duitse astronoom Albert Marth.

## Synoniemen
- UGC 12142
- IRAS 22381+1138
- MCG 2-57-10
- KAZ 546
- ZWG 429.20
- KUG 2238+116
- PGC 69463